# Villa Iachia

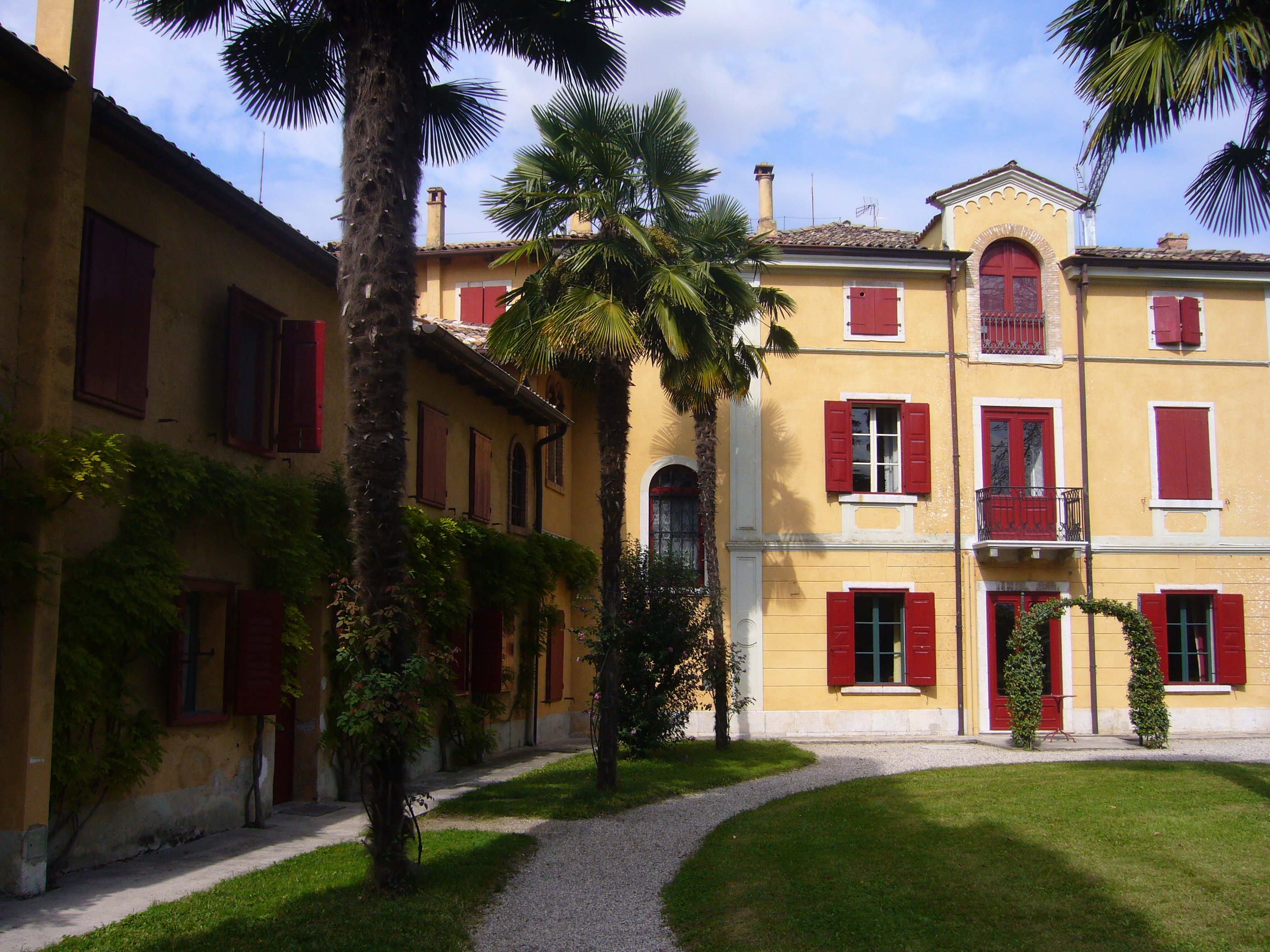
Villa Iachia in Ruda

Die Villa Iachia ist ein Landhaus aus dem 18. Jahrhundert in Ruda in der italienischen Region Friaul-Julisch Venetien. Die Villa liegt in der Via Aquileia, 2.

## Geschichte
Das Landhaus bestand ursprünglich aus separaten Kernen, die vermutlich bereits aus dem 17. Jahrhundert stammten. Sie wurden nach der Heirat zwischen den Familien Morpurgo und Iachia 1814 verbunden.
Zwischen 1870 und 1880 schuf Giacomo Davide Iachia ein Modelllandgut, das zu einem der bedeutendsten der Gegend wurde. Das Landgut erstreckte sich von dem Gebiet von Ruda bis in die von Aquileia, Campolongo al Torre und Fiumicello. Dort wurden Wein, Obst und Gemüse, Zuckerrüben und später sogar Tabak angebaut, die für die Märkte in Triest und Istrien gedacht waren.
Der größte Teil des Landgutes wurde im Ersten Weltkrieg verwüstet, als das Landhaus zu einem Feldlazarett wurde, aber die energische Bestimmung von Giacomo Iachia bei der Wiederaufnahme der Geschäfte brachte ihm die Goldmedaille ein, die ihm 1922 vom Provinzialkomitee für das Risorgimento der Provinz Görz im Laufe des Wiederaufbaus der beschädigten Gebiete verliehen wurde.

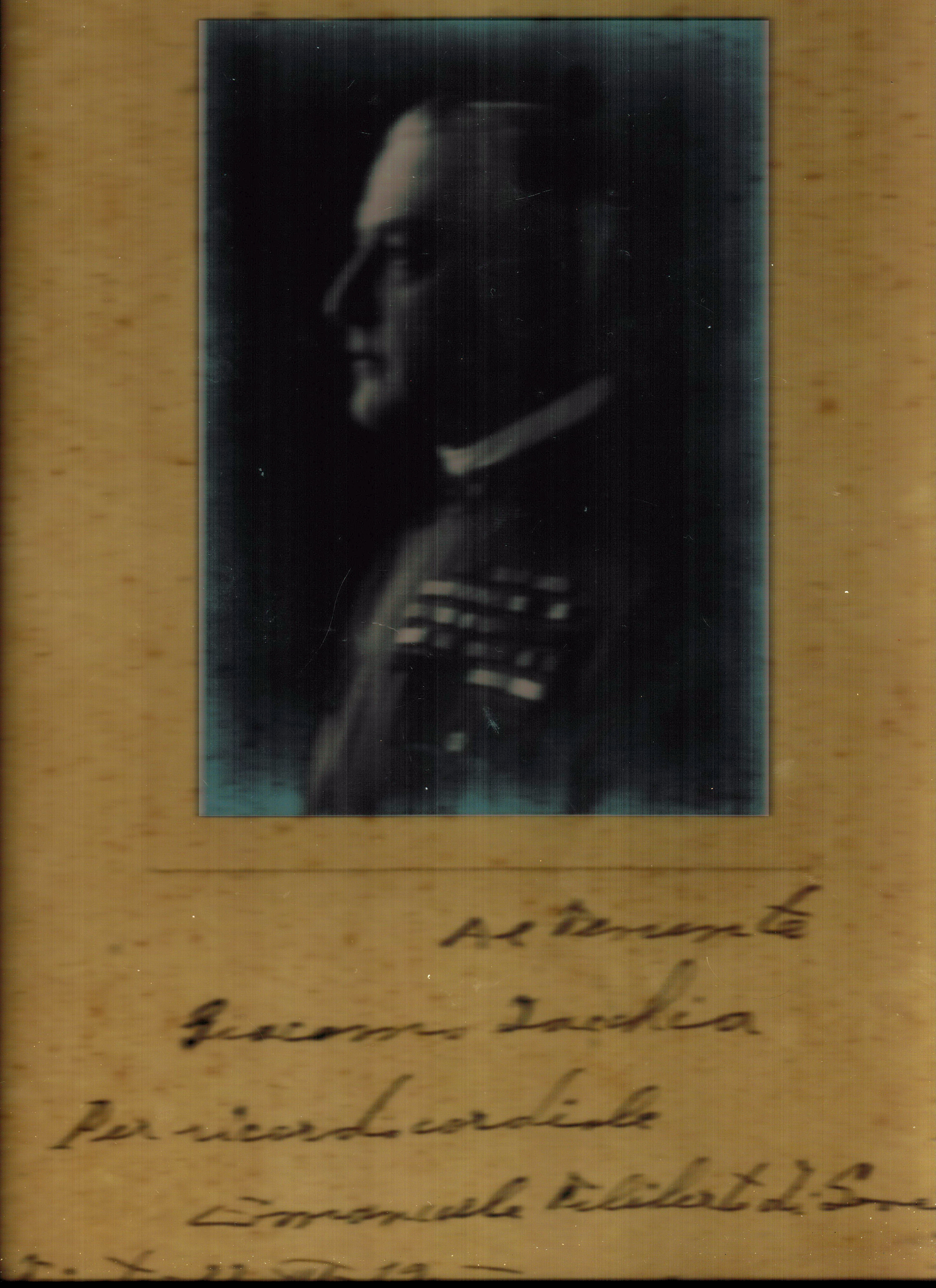
Widmung des Herzogs von Aosta an den Pächter Giacomo Iachia zum Dank für seine Gastfreundschaft im Palazzo Vivante

Die Familie Iachia, der das Landhaus fast 200 Jahre lang gehörte, war gegen Ende des 18. Jahrhunderts in Triest angekommen, war Teil der produktiven oberen Mittelschicht der Stadt und mit den bekanntesten Familien der Zeit verwandt. Giacomo Iachia (1884–1960) heiratete Jole Vivante (1895–1970), die letztgeborene von Giuseppe Vivante und Natalia Schmitz, der Schwester des bekannten Schriftstellers Italo Svevo. Das Paar ließ sich im Palazzo Vivante (ehemals Palazzo Corti) nieder, wo Emanuel Philibert, Herzog von Aosta, das Kommando über die Dritte Armee gestellt hatte, wobei sie die Villa Iachia als Landsitz nutzten.
1940 wurde das Landgut in 15 Naturalpachtkolonien aufgeteilt und erstreckte sich über etwa 200 Hektar. Die mittleren Produktionsmengen das Landgutes beliefen sich auf 70 to. Wein, 120 to. Weizen, 200 to. Mais, 40.000 Kentuckytabakpflanzen, 200 to. Mangold und 20 to. Pfirsiche, die zahllose Preise für ihre Qualität erhielten. Die verbleibenden Felder in Rotationskunstrasen verwandelt und es wurden auch Seidenspinner gezüchtet.

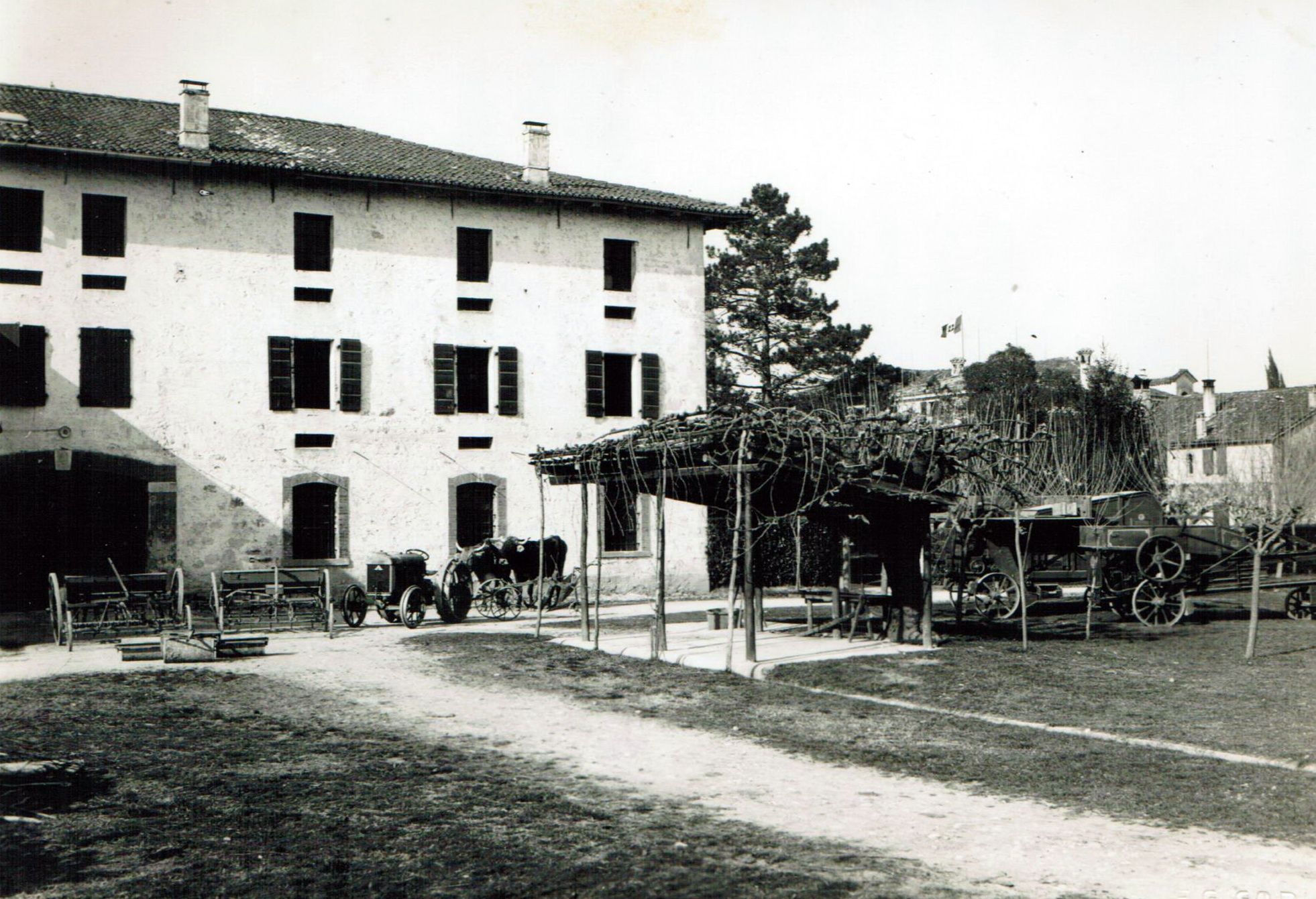
Getreidespeicher und weitere Einrichtungen des Landgutes (1943)

Im Zweiten Weltkrieg musste die Familie Iachia, wie so viele andere jüdischen Ursprungs, aus Triest fliehen. Der Palazzo Vivante wurde zuerst eine faschistische Garnison und eine der Nazis; schließlich wurde er durch Bombardements stark zerstört. Zwei Brüder von Jole starben 1943 im KZ Risiera di San Sabba, während die Kinder und Enkel sich zum Teil den Partisanen anschlossen und zum Teil in die Schweiz flohen. Das Landgut der Iachias wurde in ähnlicher Weise von den deutschen Truppen requiriert und erlitt Diebstähle und Beschlagnahmungen.
Als der Krieg zu Ende war, beschloss die Familie, Triest endgültig zu verlassen und nach Bologna zu ziehen. Das Landgut wurde stark verkleinert: In den 1960er-Jahren wurden die letzten Ernten eingebracht und die Teilpacht der Felder eingestellt. Die letzten Bauern erhielten zur Kompensation jeweils das Haus, in dem sie wohnten. Gino Giuseppe Iachia ließ nach dem Tod seiner Eltern einige Bauernhäuser des Landgutes restaurieren und betrieb eine gewisse Zeit lang die Kultivierung und den Verkauf von Weihnachtsbäumen.
2006 erwarb einer der beiden Söhne, Andrea, das Anwesen vollständig, nachdem für immer mit seiner Gattin, Erica Piani dorthin gezogen war, und leitete eine Restaurierung nach Kriterien ein, die den Charme und die Geschichte des Anwesens bewahren sollten. Heute steht die Villa Iachia unter dem Schutz der Belle Arti und wurde wieder in ein Landgut verwandelt, das touristischen und Veranstaltungszwecken dient; dort können Veranstaltungen organisiert werden oder man kann dort seinen Urlaub verbringen.

## Beschreibung

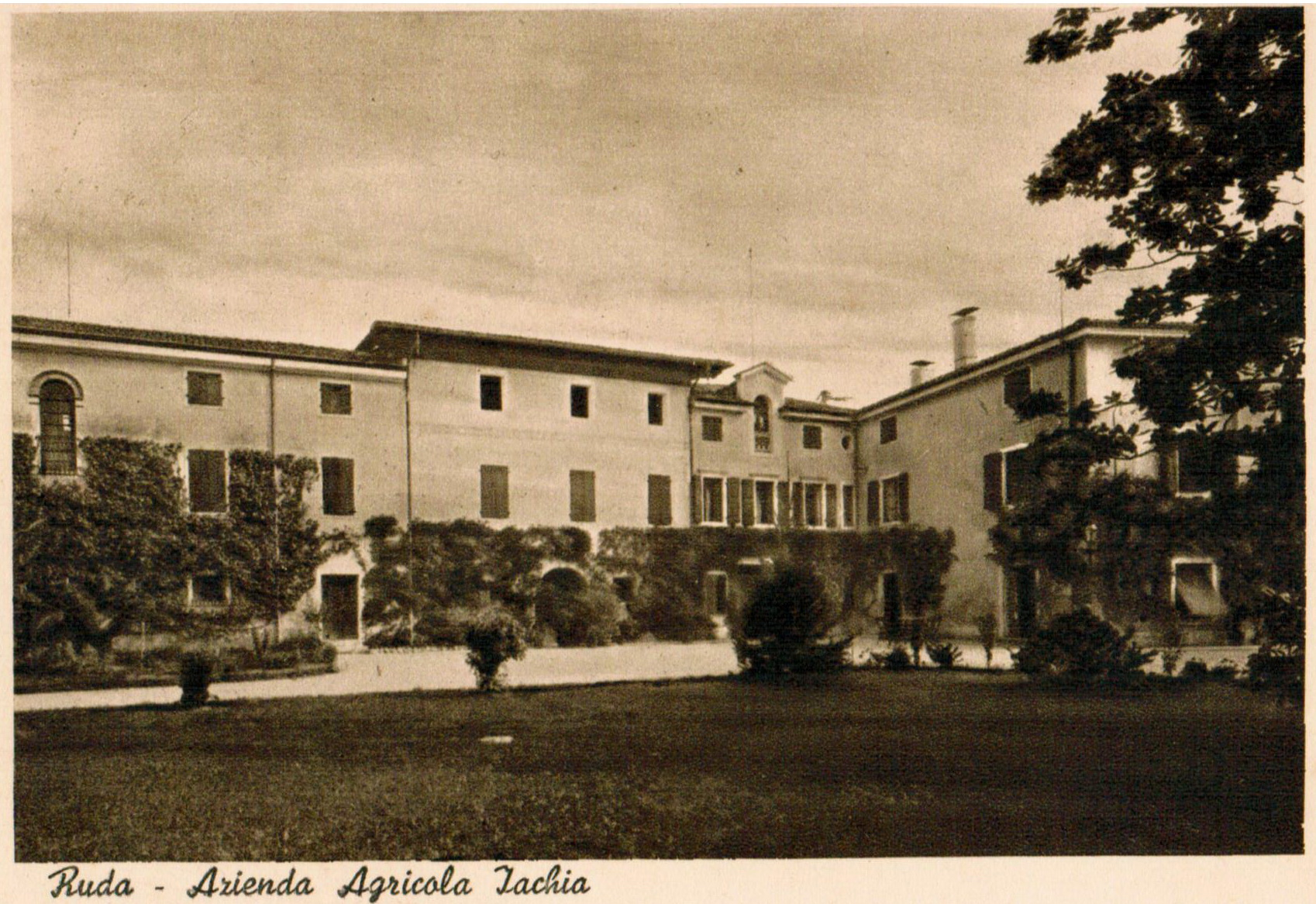
Postkarte des Landgutes Iachia (1940)

Die Villa Iachia liegt etwas außerhalb der Ortsmitte an der Straße, die nach San Nicolò führt. Der Komplex steht in einem weitläufigen, jahrhundertealten Park und besteht aus mehreren Gebäuden, die eine kleine Landsiedlung bilden. Die Architektur kann man auf die von venezianischen und habsburgischen Adelssitzen zurückführen.
Die Villa aus dem 18. Jahrhundert wurde mittels eines Atriums, das das bestehende Gebäude mit der Villa verband, an ein sehr viel älteres Bauernhaus angebaut, das an der Südfassade lag; mit der Zeit wurde dieses Atrium das wahre Zentrum des Gebäudes. Der heutige ehemalige Palazzo Morpurgo wurde in einen Getreidespeicher verwandelt und das Erdgeschoss wurde als Keller genutzt.
Zu dem Anwesen gehören auch noch weitere Gebäude von historischem und architektonischen Wert: Ein großes Gebäude mit drei Stockwerken, das 1876 errichtet und als Stall (im Erdgeschoss) und Scheune (in den oberen Stockwerken) dient. Es wurde auch zur Zucht von Seidenspinnern genutzt. Der Keller, in dem noch alten Fässer, Pressen und landwirtschaftlichen Geräte aufbewahrt werden. Der große Trockenboden, der für die Trocknung des Tabaks und zur Konservierung des Obstes genutzt wurde. Und schließlich der alte Ofenraum und die sogenannte „Casaccia“, in dem einst der Wildhüter wohnte.

## Park

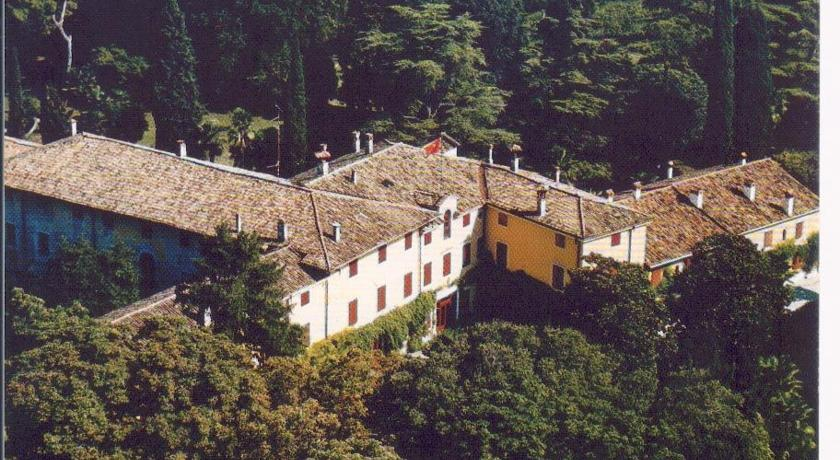
Luftbild der Villa Iachia in den 1970er-Jahren

Der Park der Villa Iachia erstreckt sich über 14 Hektar und ist somit der größte private Park in Friaul und, wenn man die landwirtschaftlichen Flächen mitzählt, erreicht das Anwesen eine Größe von 24 Hektar.
Die Struktur des Parks wurde am Übergang von 18. zum 19. Jahrhundert projektiert und er hat heute noch diese Ausrichtung. Die Villa befindet sich in einem 9 Hektar großen Park, in dem es seltene Pflanzen und jahrhundertealte, hohe Bäume gibt, darunter Eichen, Hainbuchen, Magnolien, Linden und Libanon-Zedern. Den Park durchziehen ein altes System von heute meist trockenen Abflüssen, lange Alleen und weite Lichtungen. Es gibt auch ein besonderes Bambusrohr und alte, militärische Befestigungen aus dem Ersten Weltkrieg.
Die verbleibenden 5 Hektar des Parks wurden 2001 bepflanzt, wobei die alte Baumschule nach einem europäischen Projekt der Wiederauffüllung mit autochthonen Pflanzen und somit auch mit Tieren umgewandelt wurde und nun einen dichten Wald, der von Wegen durchzogen ist, bildet.
Der Park wird in der Liste der schönsten Parks Italiens geführt.